# Sebastian Starke Hedlund
Sebastian Starke Hedlund (Stockholm, 5 april 1995) is een Zweeds voetballer, die sinds 2018 uitkomt voor Valur.
Starke Hedlund begon zijn carrière bij Älvsjö AIK, waar hij werd opgepikt door profclub IF Brommapojkarna. Na een testwedstrijd werd hij overgenomen door Schalke 04. In de jeugd van de Duitse profclub werd hij twee keer kampioen. Ook drongen Starke Hedlund en zijn teamgenoten door tot de halve finale van de UEFA Youth League.
Starke Hedlund maakte vervolgens de overstap naar het tweede van Schalke. Hoewel hij regelmatig mocht meetrainen met de hoofdmacht, bleef een doorbraak in Duitsland uit. Ondanks interesse van andere clubs uit Duitsland en Nederland trok de verdediger daarom terug naar Zweden. Hier tekende hij een contract bij GAIS. Na een seizoen ruilde hij die club alweer in om te gaan spelen voor Kalmar FF. Hier tekende hij een contract voor drie seizoenen.
Het verblijf bij Kalmar werd voor Starke Hedlund geen succes. Hij kwam in twee seizoenen niet verder dan 12 wedstrijden. De verdediger werd tussentijds verhuurd aan Varbergs BoIS en Mjøndalen IF, alvorens hij in de zomer van 2018 de overstap naar Valur maakte.

## Internationaal
Starke Hedlund nam met het Zweeds olympisch elftal deel aan de Olympische Spelen 2016 in Rio de Janeiro. Daar werd de ploeg onder leiding van bondscoach Håkan Ericson uitgeschakeld in de groepsfase, na een gelijkspel tegen Colombia (2-2) en nederlagen tegen Nigeria (1-0) en Japan (1-0).